# Chiusavecchia
Chiusavecchia (Ciusavegia in ligure) è un comune italiano di 523 abitanti della provincia di Imperia in Liguria.

## Geografia fisica
Il territorio di Chiusavecchia è situato nel fondovalle del torrente Impero, alla confluenza del rio Maddalena alle pendici del monte Acquarone (650 m s.l.m.)

## Storia

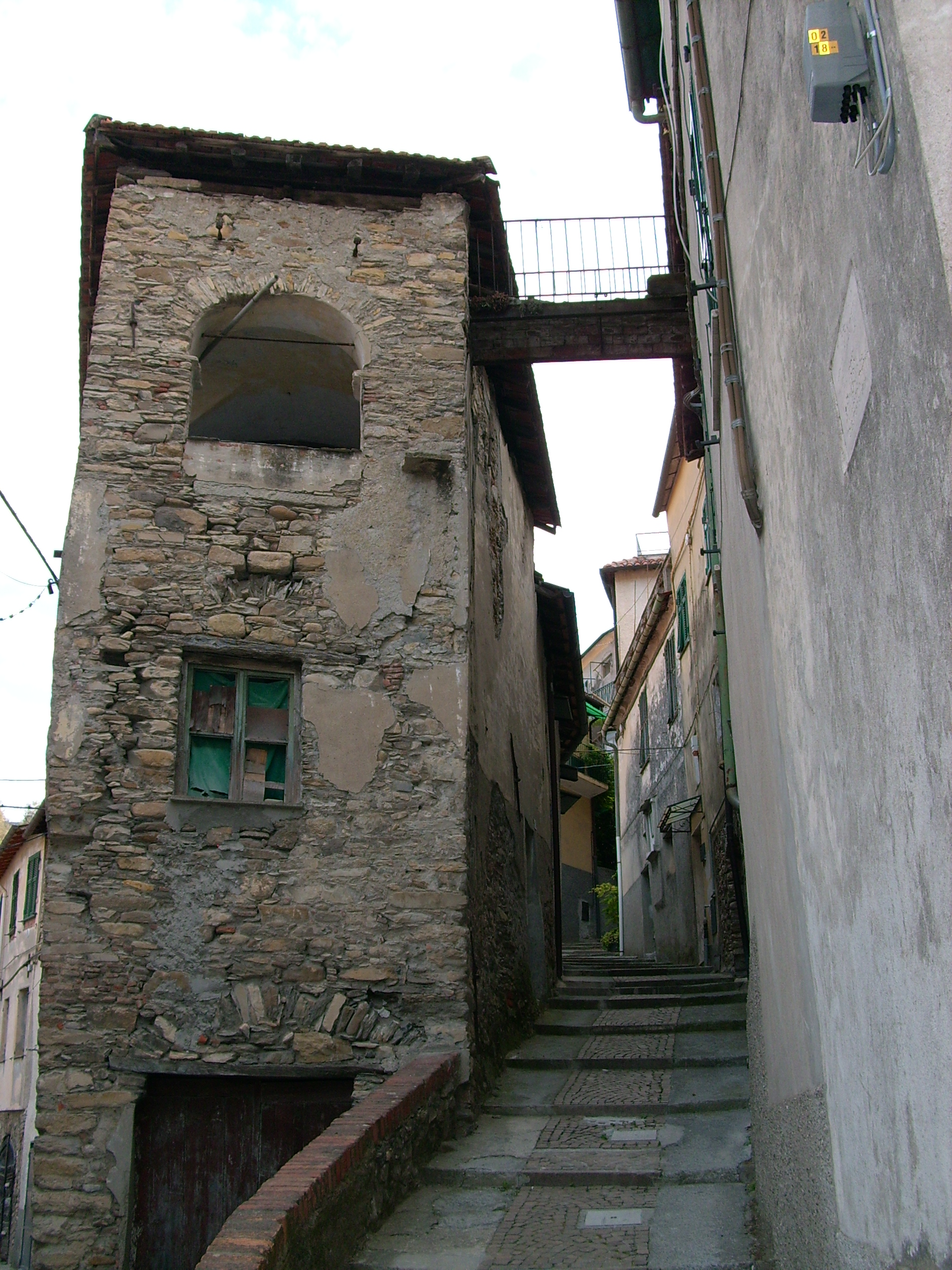
Scorcio del centro storico di Chiusavecchia

Come testimonia il suo toponimo Chiusa, inerente alla posizione strategica e di chiusura del borgo nella valle circostante, divenne presto a far parte dei possedimenti terrieri dei vescovi di Albenga.
Inserito nella castellania del Monte Arosio in epoca medievale, alla fine del XIII secolo fu infeudato alla famiglia Doria che, a parte una breve dedizione verso il Ducato di Milano tra il 1493 e il 1498, amministrò direttamente il feudo di Chiusavecchia fino al 1576.
A partire da quella data il territorio chiusavecchiese — e della valle di Oneglia — fu acquistato dal duca Emanuele Filiberto I di Savoia e questa zona del ponente ligure rimase sotto la casa sabauda fino al 1607 quando, assieme alla comunità di Gazzelli, oggi frazione di Chiusanico, fu smembrato dalla giurisdizione di Oneglia e infeudato a Odino Maria Sandri.
Quest'ultimo, nel corso del 1609, vendette il territorio di Chiusavecchia-Gazzelli al mastro uditore della Camera dei Conti ducale Cesare Cernusco (nativo del borgo chiusavecchiese) che, successivamente, passò a Gregorio Giovannini-Brucco (segretario del duca Carlo Emanuele II) e ancora alla famiglia Tomatis dal 1675.
Tale affiliazione allo stato sabaudo (divenuto successivamente Regno di Sardegna) perdurò sino all'inizio dell'Ottocento quando, con gli eventi napoleonici, le costituite municipalità di Chiusavecchia, Olivastri e Sarola confluirono tra il 1801 e il 1803 nella Repubblica Ligure andando a costituire il II cantone di Val di Maro nella Giurisdizione degli Ulivi. Nel 1804 la municipalità di Chiusavecchia fu soppressa e unita alla municipalità di Chiusanico.
Annessi al Primo Impero francese, dal 13 giugno 1805 al 1814 i territori furono inseriti nel Dipartimento di Montenotte sotto l'arrondissement di Porto Maurizio. Nuovamente inglobati nel Regno di Sardegna dal 1815, così come stabilito dal Congresso di Vienna del 1814, la comunità di Chiusavecchia acquistò una nuova autonomia amministrativa che confluì nel Regno d'Italia dal 1861. Dal 1859 al 1927 i tre principali comuni (Chiusavecchia, Olivastri e Sarola) furono compresi nel IV mandamento di Oneglia, entrambi del circondario di Porto Maurizio facente parte della provincia di Porto Maurizio e, con la sua costituzione, della successiva provincia di Imperia.
Nel 1923 il territorio chiusavecchiese raggiunse la sua massima espansione territoriale con l'aggregazione dei soppressi comuni di Arzeno d'Oneglia (ricostituito nel 1925, ma successivamente unito a Cesio), Cesio (ricostituito nel 1925), Lucinasco, Torria (nuovamente indipendente nel 1925, soppresso poco dopo e unito come frazione di Chiusanico), Olivastri e Sarola. Gli ultimi aggiustamenti territoriali dell'ente comunale di Chiusavecchia risalgono al 1958 quando si scorporò il neo costituito comune di Lucinasco.
Dal 1973 al 31 dicembre 2008 ha fatto parte della Comunità montana dell'Olivo e, con le nuove disposizioni della Legge Regionale n° 24 del 4 luglio 2008, fino al 2011 della Comunità montana dell'Olivo e Alta Valle Arroscia.

### Simboli
Stemma
Gonfalone
L'asta verticale sarà ricoperta di velluto dai colori del drappo alternati con bullette argentate poste a spirale. Nella freccia sarà rappresentato lo stemma del Comune e sul gambo inciso il nome. Cravatta e nastri tricolorati dai colori nazionali e frangiati d'argento.»

Lo stemma e il gonfalone sono stati concessi con decreto del presidente della Repubblica del 14 marzo 1955.

## Monumenti e luoghi d'interesse

La chiesa parrocchiale di San Biagio e San Francesco di Sales nel centro storico di Chiusavecchia

### Architetture religiose
- Chiesa parrocchiale di San Biagio e San Francesco di Sales. L'edificio attuale deriva da un complesso preesistente e l'opera di ristrutturazione venne terminata alla fine del XVII secolo. All'interno è conservato un crocifisso ligneo databile tra il XV e il XVI secolo.
- Oratorio della Santa Croce nel capoluogo, lungo la statale 28 del Colle di Nava. La costruzione del luogo religioso fu voluta dalla locale confraternita dei Disciplinanti tra il Quattrocento e il Cinquecento.
- Santuario della Madonna dell'Oliveto. Posto al di sopra dell'abitato, fu eretto nel corso del XVI secolo, ma rimaneggiato più volte nel tempo. Oltre alla notevole presenza di quadri vi è un organo del 1861, costruito dalla ditta Agati e recentemente restaurato con il contribuito finanziario degli abitanti stessi.
- Oratorio di San Sebastiano ai confini amministrativi con la borgata di Garsi a Chiusanico.
- Chiesa parrocchiale della Presentazione della Beata Vergine Maria nella frazione di Olivastri, nella piazza principale del paese. Costruita nel XVIII secolo nella località omonima ospita un dipinto del Settecento.
- Chiesetta di San Giuseppe nella frazione di Olivastri, tra gli uliveti sopra il paese.
- Chiesa parrocchiale dei Santi Vincenzo e Anastasio nella frazione di Sarola. Eretta nel XVII secolo conserva dipinti dell'epoca e altari lignei.

### Architetture civili
- Ponte sul torrente Impero nel capoluogo. L'origine dell'antico attraversamento risalirebbe al periodo medievale anche se il ponte, collegante il borgo di Chiusavecchia alla frazione Borgoratto di Lucinasco, lungo la storica Via del sale, fu in parte ricostruito nel corso dell'Ottocento.

## Società

Il santuario della Madonna dell'Oliveto

### Evoluzione demografica
Abitanti censiti

### Etnie e minoranze straniere

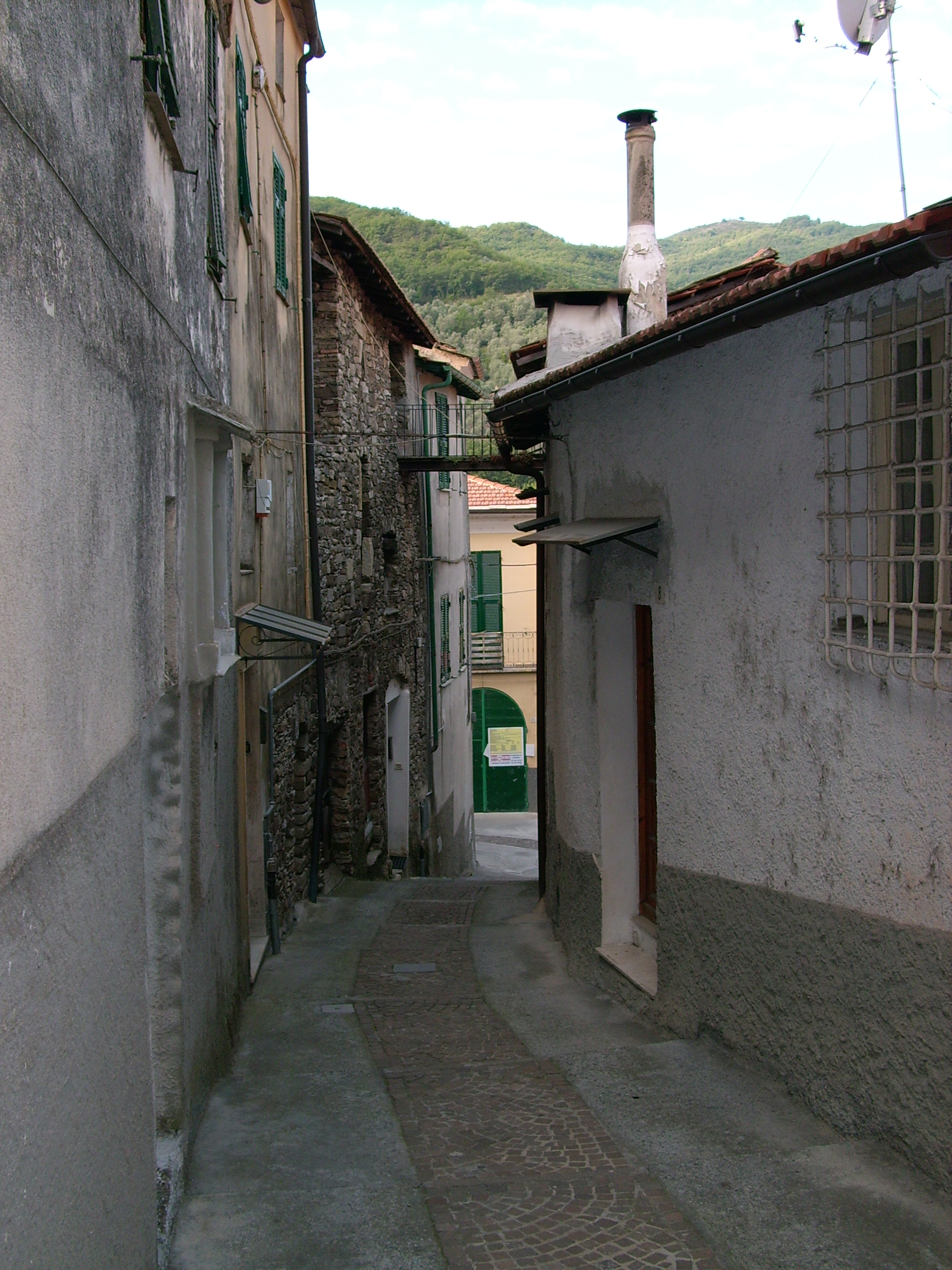
Scorcio del centro storico chiusavecchiese

Secondo i dati Istat al 31 dicembre 2019, i cittadini stranieri residenti a Chiusavecchia sono 102, così suddivisi per nazionalità, elencando per le presenze più significative:
1. Albania, 52

## Geografia antropica
Il territorio comunale è costituito, oltre il capoluogo, dalle due frazioni di Olivastri e Sarola e dalle località di Gombi di Ricci e Gombi della Luna per un totale di 4,09 km2.
Confina a nord con il comune di Chiusanico, a sud con Pontedassio, ad ovest con Lucinasco, e ad est con Chiusanico e Pontedassio.

## Economia
La principale risorsa economica del paese è legata all'attività agricola, specie nelle coltivazioni diffuse dell'olivo, degli ortaggi e della frutta. Lo sfruttamento dei vigneti forniscono una discreta produzione di vini locali. Nel resto del territorio comunale sono attive inoltre alcune grandi aziende industriali, particolarmente legate all'attività di trasformazione o di lavorazione degli alimenti e industria metalmeccanica specializzata nella costruzione di ventilatori per l'industria e l'agricoltura.

## Infrastrutture e trasporti

### Strade
Il territorio di Chiusavecchia è attraversato principalmente dalla strada statale 28 del Colle di Nava che permette il collegamento stradale con Chiusanico. Altra arteria del territorio comunale è la provinciale 30 per le due frazioni di Olivastri e Sarola.

## Amministrazione

Il municipio

| Periodo           | Periodo        | Primo cittadino   | Partito                                  | Carica      | Note   |
| ----------------- | -------------- | ----------------- | ---------------------------------------- | ----------- | ------ |
| 3 agosto 1988     | 7 giugno 1993  | Franco Agnese     | Democrazia Cristiana                     | Sindaco     |        |
| 8 giugno 1993     | 28 aprile 1997 | Luigi Gandolfo    | Democrazia Cristiana                     | Sindaco     |        |
| 28 aprile 1997    | 14 maggio 2001 | Miriano Devia     | lista civica                             | Sindaco     |        |
| 14 maggio 2001    | 10 agosto 2005 | Miriano Devia     | lista civica                             | Sindaco     | [ 14 ] |
| 13 settembre 2005 | 29 maggio 2006 | Massimo Acquarone | lista civica                             | Vicesindaco | [ 15 ] |
| 30 maggio 2006    | 15 maggio 2011 | Oreste Lajolo     | lista civica                             | Sindaco     |        |
| 16 maggio 2011    | 6 giugno 2016  | Oreste Lajolo     | Insieme per Chiusavecchia (lista civica) | Sindaco     |        |
| 6 giugno 2016     | 4 ottobre 2021 | Luca Vassallo     | Insieme per Chiusavecchia (lista civica) | Sindaco     |        |
| 4 ottobre 2021    | in carica      | Luca Vassallo     | Insieme per Chiusavecchia (lista civica) | Sindaco     |        |

### Altre informazioni amministrative
Chiusavecchia fa parte dell'Unione dei comuni della Valle Impero e della Valle del Maro.